# Connor Brickley
Pour les articles homonymes, voir Brickley.
Connor Brickley (né le 25 février 1992 à Everett dans l'État du Massachusetts aux États-Unis) est un joueur professionnel américain de hockey sur glace. Il évolue au poste d'attaquant.

## Biographie
Il joue pour les Catamounts de l'Université du Vermont après avoir été repêché par les Panthers de la Floride au deuxième tour, 50e rang au total, lors du repêchage d'entrée dans la LNH 2010. Après avoir terminé ses études universitaires, il commence sa carrière professionnelle vers la fin de la saison 2013-2014 avec le Rampage de San Antonio, qui sont affiliés aux Panthers dans la LAH.
Il fait ses débuts dans la LNH avec les Panthers en octobre 2015. Le 11 octobre 2016, il est échangé aux Hurricanes de la Caroline contre Brody Sutter et il passe toute la saison dans la LAH avec les Checkers de Charlotte.
Le 21 juin 2017, il est réclamé des Hurricanes par les Golden Knights de Vegas lors du repêchage d'expansion de la LNH 2017 alors qu'il s'apprête à devenir agent libre. Il ne signe pas avec les Golden Knights et il retourne plutôt avec les Panthers en signant un contrat d'un an à deux volets.

## Vie personnelle
Ses cousins, Andy Brickley, Quintin Brickley et Daniel Brickley, sont également des joueurs de hockey professionnel.

## Statistiques

### En club
| Saison     | Équipe                   | Ligue       |    | Saison régulière | Saison régulière | Saison régulière | Saison régulière | Saison régulière |   | Séries éliminatoires | Séries éliminatoires | Séries éliminatoires | Séries éliminatoires | Séries éliminatoires |
| Saison     | Équipe                   | Ligue       | PJ | B                | A                | Pts              | Pun              | PJ               | B | A                    | Pts                  | Pun                  |                      |                      |
| 2009-2010  | Buccaneers de Des Moines | USHL        | 52 | 22               | 21               | 43               | 68               | -                | - | -                    | -                    | -                    |                      |                      |
| 2010-2011  | Université du Vermont    | Hockey East | 35 | 4                | 9                | 13               | 33               | -                | - | -                    | -                    | -                    |                      |                      |
| 2011-2012  | Université du Vermont    | Hockey East | 23 | 9                | 3                | 12               | 16               | -                | - | -                    | -                    | -                    |                      |                      |
| 2012-2013  | Université du Vermont    | Hockey East | 24 | 3                | 5                | 8                | 31               | -                | - | -                    | -                    | -                    |                      |                      |
| 2013-2014  | Université du Vermont    | Hockey East | 35 | 5                | 10               | 15               | 49               | -                | - | -                    | -                    | -                    |                      |                      |
| 2013-2014  | Rampage de San Antonio   | LAH         | 8  | 1                | 1                | 2                | 4                | -                | - | -                    | -                    | -                    |                      |                      |
| 2014-2015  | Rampage de San Antonio   | LAH         | 73 | 22               | 25               | 47               | 66               | 3                | 1 | 1                    | 2                    | 0                    |                      |                      |
| 2015-2016  | Panthers de la Floride   | LNH         | 23 | 1                | 4                | 5                | 14               | -                | - | -                    | -                    | -                    |                      |                      |
| 2015-2016  | Pirates de Portland      | LAH         | 45 | 12               | 15               | 27               | 26               | 5                | 0 | 1                    | 1                    | 2                    |                      |                      |
| 2016-2017  | Checkers de Charlotte    | LAH         | 69 | 15               | 11               | 26               | 57               | 5                | 2 | 2                    | 4                    | 0                    |                      |                      |
| 2017-2018  | Panthers de la Floride   | LNH         | 44 | 4                | 8                | 12               | 19               | -                | - | -                    | -                    | -                    |                      |                      |
| 2018-2019  | Admirals de Milwaukee    | LAH         | 39 | 7                | 4                | 11               | 18               | -                | - | -                    | -                    | -                    |                      |                      |
| 2018-2019  | Rangers de New York      | LNH         | 14 | 1                | 3                | 4                | 9                | -                | - | -                    | -                    | -                    |                      |                      |
| 2018-2019  | Wolf Pack de Hartford    | LAH         | 13 | 2                | 4                | 6                | 2                | -                | - | -                    | -                    | -                    |                      |                      |
| 2019-2020  | EC Red Bull Salzbourg    | EBEL        | 33 | 15               | 11               | 26               | 18               | 3                | 1 | 2                    | 3                    | 2                    |                      |                      |
| Totaux LNH | Totaux LNH               | Totaux LNH  | 81 | 6                | 15               | 21               | 42               | -                | - | -                    | -                    | -                    |                      |                      |

### En équipe nationale
| Année | Équipe         | Compétition                  |   | PJ | B | A | Pts | Pun           |  | Résultat |
| 2010  | États-Unis U18 | Championnat du monde -18 ans | 7 | 0  | 4 | 4 | 4   | Médaille d'or |  |          |
| 2012  | États-Unis U20 | Championnat du monde junior  | 3 | 0  | 0 | 0 | 0   | 7e place      |  |          |

## Trophées et honneurs personnels
- 2009-2010 : participe au Match des étoiles de l'USHL.